# Olimpíadas Populares
As Olimpíadas Populares (em catalão:  Olimpíada Popular, em castelhano:  Olimpiada Popular) foi planejada para Barcelona, Catalunha, Espanha como um evento de protesto durante os Jogos Olímpicos de Verão de 1936 planejados para Berlim durante o regime nazista.
A recém-eleita Frente Popular, de esquerda, decidiu que a Espanha boicotaria os Jogos de Berlim e sediar seus próprios Jogos (Barcelona perdeu para Berlim a eleição da sede dos Jogos Olímpicos). Foram convidadas várias nações de todo o mundo e foi planejado o uso de hotéis construídos para a Exposição Universal de 1929 como Vila Olímpica. Os Jogos foram agendados para o período de 19 a 26 de julho e deveriam, portanto, ser encerrados seis dias antes do início dos Jogos de Berlim. Além de esportes tradicionais, as Olimpíadas Populares deveriam conter ainda xadrez, danças populares, música e teatro.
Seis mil atletas de 22 nações se inscreveram para os Jogos. As maiores delegações viriam dos Estados Unidos, do Reino Unido, dos Países Baixos, da Bélgica, da Checoslováquia, da Dinamarca, da Noruega, da Suécia e da Argélia Francesa. Equipes de exilados alemães e italianos também participariam dos Jogos. Do Estado anfitrião, além da delegação espanhola, participaram delegações da Catalunha, Euskadi e Galiza.
Muitos dos atletas participantes foram enviados por sindicatos, clubes e associações, partidos socialistas e comunistas e grupos de esquerda, e não por comitês patrocinados pelo Estado.
Com o estouro da Guerra Civil Espanhola um dia antes do início dos Jogos, as Olimpíadas Populares foram precipitadamente canceladas. Alguns atletas nunca chegaram a Barcelona, devido ao fechamento das fronteiras do país, e os que já estavam na cidade tiveram de fazer uma saída apressada.
No fim, a Espanha realmente boicotou os Jogos de Berlim, mas nenhum dos países que participariam das Olimpíadas Populares fez o mesmo.